# Veículo de Transferência Automatizado

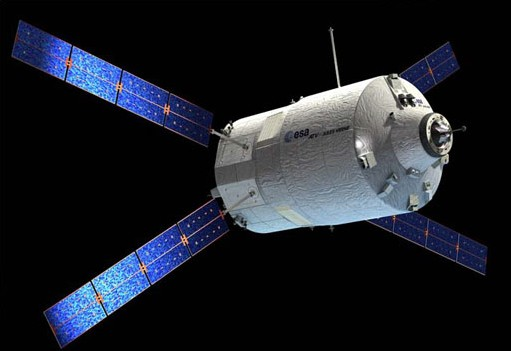
Automated Transfer Vehicle
ESA - (desenho)

O Veículo de Transferência Automatizado (ATV - Automated Transfer Vehicle) é uma nave de abastecimento não tripulada da Agência Espacial Europeia (ESA).
Foi concebida para reabastecer a Estação Espacial Internacional com combustível, água, ar, equipamento científico e afins, tendo uma capacidade máxima de carga de 5500 kg. Adicionalmente, o ATV pode colaborar no reposicionamento da estação, corrigindo a sua órbita que se deforma ao longo do tempo devido à fricção com a atmosfera.
É uma nave não tripulada lançada com foguetes Ariane 5 desde Kourou na Guiana francesa. Após cerca de 2 dias de voo autónomo, chega à Estação Espacial Internacional e acopla-se automaticamente ao Módulo de Serviço Russo Zvezda.
O primeiro lançamento ocorreu em março de 2008.

## Missões

### Jules Verne (ATV-001)
O primeiro ATV, baptizado em honra do escritor francês de ficção científica Júlio Verne, foi lançado em 9 de Março de 2008 a partir do Centro Espacial Guianense, em Kourou, na Guiana Francesa.

### Johannes Kepler (ATV-002)
Lançado em 16 de fevereiro de 2011 o segundo ATV, com o nome de Johannes Kepler, astrónomo e matemático alemão, transportou 7000 kg de carga para a ISS, uma melhoria significativa em relação aos 2300 kg transportados pelo seu antecessor.

### Edoardo Amaldi (ATV-003)
O terceiro ATV, que levou o nome do físico italiano Edoardo Amaldi, foi lançado em 23 de março de 2012. Ele atracou na Estação Espacial Internacional às 22:31 GMT em 28 de Março de 2012.

### Albert Einstein (ATV-004)
O lançamento do quarto ATV, com o nome do famoso físico alemão Albert Einstein, foi a nave espacial mais pesada à época, lançada pelo Ariane 5. Decolou às 21:52:11 GMT no dia 5 de junho de 2013. A nave atracou com a Estação Espacial Internacional no dia 15 de junho de 2013 às 14:07 GMT.

### Georges Lemaître (ATV-005)
O quinto e último ATV, levando o nome do físico belga Georges Lemaître, foi lançado do espaçoporto da Guiana Francesa em 29 de julho de 2014, marcando o recorde de lançamento mais pesado pelo Ariane 5. Em 15 de fevereiro de 2015 às 18:04 GMT, conforme o planejado, o veículo se partiu, marcado o fim do programa ATV.

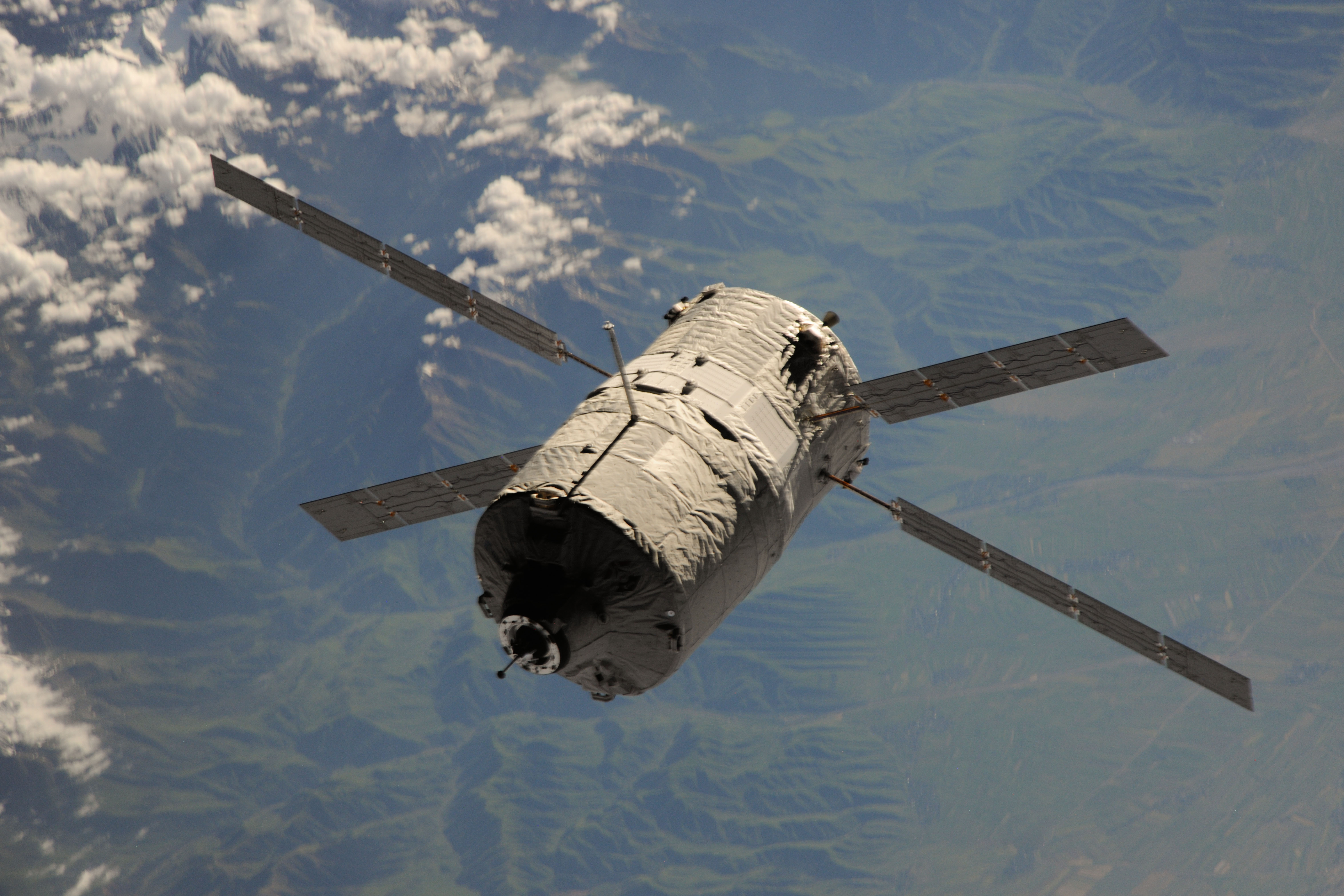
ATV próximo a Estação Espacial Internacional